# Cephonodes trochilus
Cephonodes trochilus is een vlinder uit de familie van de pijlstaarten (Sphingidae). De wetenschappelijke naam van de soort werd in 1843 gepubliceerd door Félix Édouard Guérin-Méneville.
De soort komt voor in tropisch Afrika waaronder Eritrea, Ethiopië, Congo-Kinshasa, Oeganda, Kenia, Zambia, Malawi, Zuid-Afrika en Mauritius.